# Cient'anne
Cient'anne è un film del 1999 diretto e sceneggiato da Ninì Grassia, che ha curato anche il soggetto.

## Trama
Gigi Merola, figlio adottivo del cantautore Mario Merola, è un rappresentante d'abbigliamento che nel tempo libero lavora come pianista/cantante di piano-bar del grand'hotel "La Sonrisa". Sogna d'incidere un disco e ha sempre nel cuore la prima fidanzata Laura, morta in un incidente stradale, di cui si sente responsabile poiché era alla guida dell'automobile. Una sera al piano-bar, mentre sta suonando in ricordo di Laura, conosce una ragazza che, per coincidenza, ha stesso nome e aspetto fisico della fidanzata morta. Qualche giorno dopo, durante i festeggiamenti del compleanno di Laura al piano-bar, Gigi capisce che la nuova Laura è fidanzata con Sergio De Angelis, figlio del suo datore di lavoro Mauro, il quale prova una segreta ostilità nei confronti di Gigi, perché ha un rapporto migliore con suo padre rispetto a lui.
Laura e Gigi, conoscendosi, s'innamorano e decidono di trascorrere una giornata a Ischia. L'amica comune Vanessa avvisa Sergio, che accorre a Ischia col suo amico Vittorio per tentare di uccidere Gigi. Fortunatamente Gigi e Laura non s'accorgono della presenza dei due e tornano a Napoli con tranquillità. Sergio, giunto nella camera d'albergo di Laura, la picchia duramente, e in sala spara a Gigi, colpendo però accidentalmente Alì, un tunisino che fortunatamente si salva perché il proiettile è stato bloccato da dei CD che il ragazzo teneva sotto il maglione.
Quella stessa sera, Mario De Angelis va a casa di Mario par parlare di quanto successo al ristorante. Nel frattempo Gigi torna a casa e chiede al padre adottivo perché non sia riuscito a sparare a Sergio. Mario così gli rivela che in realtà Sergio è suo fratellastro e il suo padre biologico è proprio Mauro De Angelis. Il giorno dopo Gigi decide di andare a vivere quindi col padre biologico.
Alla fine, mentre fa colazione, Mario ha un attacco di cuore: trasportato in ospedale, canta assieme a Gigi il brano Cient'anne, dimostrando l'affetto che li lega. Da come si può capire, Mario poi in seguito in ospedale morirà. 

## Cast
Il film è interpretato da Gigi D'Alessio (che ha curato le musiche originali) e da Mario Merola: due generazioni di "voci" napoletane a confronto.
La protagonista femminile, Laura, è interpretata da Cristina Parovel.
Mario Merola è stato realmente vicino alle prime esperienze canore di Gigi D'Alessio, il quale è stato il suo pianista e veramente gli ha dedicato la canzone "Cient'anne!", che dà il titolo al film.
Da notare che Merola ritorna al cinema con questa pellicola, dopo 15 anni di assenza e dopo ben 13 film diretti dal regista Alfonso Brescia e 3 da Stelvio Massi. Gigi D'Alessio, invece, aveva girato con lo stesso Grassia il film Annaré nel 1998.
In questo film appare anche Antonio Polese nel ruolo di sé stesso, che è stato realmente proprietario dell'albergo La Sonrisa, luogo di svolgimento della trasmissione Il castello delle cerimonie.

## Produzione
Le principali ambientazioni sono state filmate a Napoli e principalmente a Pompei, Sant'Antonio Abate, a Ischia, a Lacco Ameno, a Forio, a Ischia Ponte, alla Mandra ed a Sant'Angelo.
Alla produzione (casting ed organizzazione) del film collabora Michele Lunella.
Il film è uscito il 12 febbraio 1999.

## Critica
- Un giorno o l'altro bisognerà studiare anche la sceneggiatura. Qui Mario Merola (...) nella parte di se stesso, passa le consegne al giovane cantante Gigi D'Alessio (...). Ritmi da soap-opera e musica arabeggiante Mises en abyme e scambi tra finzione e realtà in alberghi da incubo lasvegasiano. Un grandioso finale in cui a Merola gli prende un colpo ma canta sulla barella, un po' in playback un po' no. Non c'è niente da ridere. (Alberto Pezzotta, 'Linus').[3]

## Colonna sonora
1. Mezza bugia
2. L'anatroccolo sposato
3. Chiove
4. San Valentino
5. Comme sì femmena
6. Quel che resta del mio amore
7. Cient'anne